# Sozonivka
Sozonivka  (ucraniano: Созонівка) es una localidad del Raión de Odesa en el Óblast de Odesa de Ucrania. Según el censo de 2001, tiene una población de 82 habitantes.